# (37994) 1998 KV12
1998 KV12 (asteroide 37994) é um asteroide da cintura principal. Possui uma excentricidade de 0.13959250 e uma inclinação de 12.13909º.
Este asteroide foi descoberto no dia 22 de maio de 1998 por LINEAR em Socorro.